# Irã nos Jogos Paralímpicos de Verão de 1988
Irã participou dos Jogos Paralímpicos de Verão de 1988, que foram realizados na cidade de Seul, na Coreia do Sul, entre os dias 15 e 24 de outubro de 1988.
A equipe obteve oito medalhas, das quais quatro de ouro.